# مارك سالاس
مارك سالاس (بالإنجليزية: Mark Salas)‏ هو لاعب كرة قدم أمريكي، ولد في 30 يوليو 1999 في دالاس في الولايات المتحدة. لعب مع North Carolina Tar Heels men's soccer ‏.